# 丑人儿
《丑人儿》（英語：Uglies）是一本2005年为美国作者史考特·韦斯特费德公布的反乌托邦科幻小说。小说中，每个人都被视为“丑”，直到通过极端整容手术变得“美”。小说是四部曲《丑人儿》、《美人儿》、《特人儿》、《外人儿》的第一部分。2018年2月，史考特·韦斯特费德宣布了，他要公布另一个和《丑人儿》有关的四部曲，其中第一本书在英语叫“impostors”。
改編電影由麥克G執導，Netflix發行。

## 情节背景
在三百年后的未来世界，政府什么都提供，甚至包括全身整形手术。每个人在十六岁生日时必须受到“美”手术。手术以后，新“美人”横渡江河为在新美市过不需要负责任的生活。
由于细菌污染了全世界汽油，从前的城市崩溃，让它变得不稳定。汽车和油田爆炸，之前依赖汽油社会散架了，以及食物不能被运输。

## 情节
塔莉将近十六岁。和别的丑人儿一样，她很期待她的手术。她最好朋友贝里斯已经通过了手术。出于她要见他，塔莉暗暗地横渡江河往新美市。她在那里遇到雪宜，她也是一名丑人。她们交朋友，雪宜教塔莉怎么玩一个悬浮板。雪宜也提到反抗手术。首先，塔莉无视了这个主意，但是之后，雪宜在她们共同生日几天前逃跑了，塔莉被逼处理这个事情。雪宜留下了神秘提示为她目的地，一个被叫“烟城”的“反叛村落”。为了逃避手术，人们逃到那里。
塔莉手术日到了时，她被特勤局带到了。被称为“残酷美人”的女士，电缆博士，是特勤局负责人。她给塔莉一个最后通牒，要么帮她找到雪宜与烟城，要么永远不可变美。塔莉同意合作时，电缆博士给她一个悬浮板、一个包括定位器心形的锁、还有为了能在野外生还的所有东西。定位器被启用了时，对特勤局要所示烟城的所在。塔莉来到烟城时，找到雪宜、她朋友大卫与一全逃避丑人儿的社群。她犹豫启用定位器与是凸显大卫暗恋她。大卫将塔莉带到见面他父母马蒂和阿斯，他们是城市本来的逃避人。他们解释，这种操作如何不仅仅是“化妆品夹持和褶皱”。它还会导致大脑中的病变，使人们感到平静或“心胸很好”。震惊的是，塔莉决定保密烟城并将小锁扔进火里。然而，火焰的热量导致跟踪器激活，释放烟城的位置。
下一天早上，特勤局到达营地与塔莉努力地逃脱。她没有成功，就被带到往兔圈。为了辨识所有逃跑的烟城人，虹膜被扫了。塔莉被带到电缆博士。电缆博士想塔莉故意地启用了锁。在被命令取回锁后，塔莉在悬浮板上逃脱。经过漫长而紧张的追逐，她设法在一个洞穴中隐藏，在那里他们无法追踪她的热量信号。在那里，她发现也隐藏的大卫。他们一起计划雪宜的援救。塔莉和大卫回到他的屋子，在那里他们发现特勤局带到了马蒂和阿斯。大卫给塔莉展示生存设备的秘密藏匿处，在那里他们找到都什么需要。他们装载到四个隐藏在里的悬浮板上。 随着塔莉和大卫回到城市解放他们的朋友，他们坠入爱河。到达特勤局的建筑群之后，他们发现雪宜已经“转身”了并且现在是一名美人。在见到电缆博士以后，大卫将她昏倒并拿走她的工作平板电脑，其中包含所有必要的信息，以扭转由“美”操作产生的脑部病变。然后塔莉和大卫释放了所有在建筑群里抓的烟城人。当他们逃离建筑群时，马蒂告诉大卫，他的父亲阿斯已经死亡了。
一旦每个人都安全，马蒂就开始使用电缆博士的平板电脑进行治疗。然后她提供给雪宜，雪宜拒绝这样做，因为她不想成为“素食主义者”。由于塔莉对她的背叛负有责任的感觉，因此她决定成为一名美人并测试治疗。为了说服大卫让她回到这座城市，她告诉他有关她参与特勤局和寻找烟城背叛他们的事。虽然大卫正在吸收塔莉承认的内容，但马蒂建议塔莉在她改变主意之前回到雪宜身边。 在那里，塔莉宣布一名女中美人，“我是塔莉·楊布拉德。 讓我變美”，小说最后的一句话。